# Blanchard Ridge
Blanchard Ridge är en bergstopp i Antarktis. Den ligger i Västantarktis. Argentina, Chile och Storbritannien gör anspråk på området. Toppen på Blanchard Ridge är 520 meter över havet.
Terrängen runt Blanchard Ridge är huvudsakligen kuperad, men åt nordväst är den platt. Havet är nära Blanchard Ridge västerut. Trakten är glest befolkad. Närmaste befolkade plats är Vernadsky Station, 10,7 kilometer väster om Blanchard Ridge. 